# クリスタル・グロットへの旅
クリスタル・グロットへの旅（Voyage to the Crystal Grotto）は、ディズニーパークにあるアトラクション。

## このアトラクションが存在するパーク
- 上海ディズニーランド（上海ディズニーリゾート）

## 概要
| クリスタル・グロットへの旅 Voyage to the Crystal Grotto | クリスタル・グロットへの旅 Voyage to the Crystal Grotto | クリスタル・グロットへの旅 Voyage to the Crystal Grotto | クリスタル・グロットへの旅 Voyage to the Crystal Grotto |
| ------------------------------------------------------- | ------------------------------------------------------- | ------------------------------------------------------- | ------------------------------------------------------- |
| クリスタル・グロットへの旅                              |                                                         |                                                         |                                                         |
| オープン日                                              | オープン日                                              | 2016年6月16日(上海ディズニーランドと同時にオープン)     | 2016年6月16日(上海ディズニーランドと同時にオープン)     |
| スポンサー                                              | スポンサー                                              | なし                                                    | なし                                                    |
| 所要時間                                                | 所要時間                                                | 約10分                                                  | 約10分                                                  |
| 利用制限                                                |                                                         | なし                                                    | なし                                                    |
| ファストパス                                            | ファストパス                                            |                                                         | 対象外                                                  |
| シングルライダー                                        | シングルライダー                                        |                                                         | 対象外                                                  |

ファンタジーランド版のジャングルクルーズとも言われている。ファンタジーランド内の水路を、ボートに乗って巡るアトラクション。水路には数々のディズニー作品の1シーンが噴水やライト、人形で再現されている。アトラクションの後半では「奇幻童話のお城（エンチャンテッド・ストーリーブック・キャッスル）」の城の地下にある洞窟に入り、プロジェクションマッピングを使用した。
このアトラクションの人形たちは基本的に噴水の動きを合わせて映画の名シーンを表現するため、回るとか上下移動とか簡単な動きしか出来ない場合もある。幻想的な雰囲気を体験したいなら、夜で乗るのほうがオススメで、昼間よりを大分楽しむことができる。

## 登場するディズニー作品
- 美女と野獣
- アラジン
- 魔法使いの弟子
- 塔の上のラプンツェル
- ムーラン
- リトル・マーメイド